# Colinus nigrogularis
Il colino golanera (Colinus nigrogularis (Gould, 1843)), è un uccello della famiglia Odontophoridae che vive nell'America centrale.

## Distribuzione e habitat
Il colino golanera si ritrova esclusivamente in centro America ed in particolare nella parte orientale del Nicaragua, sud-orientale del Honduras e centro-orientale del Belize. Esso vive anche in una ristretta area del Guatemala e negli stati messicani dello Yucatán, nord Campeche e nord Quintana Roo. L'habitat del colino golanera sono le radure delle foreste, le pinete, i campi e le piantagioni di Agave fourcroydes.

## Tassonomia
Il colino golanera è diviso in quattro sottospecie:
- Colinus nigrogularis nigrogularis (Gould, 1843)
- Colinus nigrogularis caboti van Tyne & Trautman, 1941
- Colinus nigrogularis persiccus van Tyne & Trautman, 1941
- Colinus nigrogularis segoviensis Ridgway, 1888